# Achille Viscusi
Achille Viscusi (psáno též Viscussi), (27. února 1869 Řím – 1. července 1945, Praha), byl italský tanečník, baletní mistr, choreograf, libretista a taneční pedagog, působící dlouhá léta v českých zemích.

## Život
Narodil se v Římě a tanec studoval u Emilia Caprottiho v Miláně a u Virginie Zucchi v Paříži.
Od roku 1880 byl členem dětského baletního souboru Teatro Rossini v Římě.
Následně byl angažován jako tanečník a později i choreograf v různých divadlech v Římě, Miláně, Moskvě (1890), Záhřebu (1894), Budapešti (1896–7), Vídni (1898–9, znovu pak 1914), Paříži (1900) a Berlíně (1893 a pak znovu 1901).
V roce 1900 nastoupil do Národního divadla, kde střídal Augustina Bergera. Působil zde pak v letech 1901–1912 jako tanečník, první tanečník, baletní mistr, choreograf a vedoucí tanečního souboru. V roce 1912 po odchodu z Národního divadla si založil vlastní baletní soubor, kde působil i Joe Jenčík a podnikl s ním zájezd do Anglie.
V roce 1913 působil jako choreograf v brazilském Rio de Janeiru.
Během 1. světové války byl jako Ital internován rakouskými vojenskými úřady.
V období 1918–9 zastával pohostinsky funkci choreografa v Brně.
Byl zakladatelem baletního souboru v Národním divadle moravskoslezském v Ostravě, v letech 1919–22 zde byl baletním mistrem a choreografem. V letech 1923–30 působil ve Slovenském národním divadle v Bratislavě jako taneční mistr, ředitel baletu a příležitostně operní režisér. V tu dobu zde byl ředitelem Oskar Nedbal, se kterým spolupracoval již v pražském Národním divadle.
V roce 1930 ukončil svoji uměleckou činnost.
K jeho žákům patřili např. Joe Jenčík, Emerich Gabzdyl a Marie Dobromilová.
Zemřel 1. července 1945 a byl pohřben na Olšanských hřbitovech.

## Rodina
Jeho manželkou byla tanečnice Národního divadla Aloisie Dobromilová, se kterou se seznámil během působení v Záhřebu, neteří Marie Dobromilová, roz. Machačová (1892–1972), která byla rovněž tanečnicí Národního divadla.

## Citát
| „                 | Toho Sirotka jsem v Národním divadle r. 1906 sám vypravil se svěží a výraznou hudbou Otakara Ostrčila, za výtvarné spolupráce – jak se teď říká – Artuše Scheinera a s vydatnou pomocí baletního mistra Viscusiho. | “ |
| — Jaroslav Kvapil | |   |

## Umělecká tvorba, výběr

### Choreografie i režie
- 1907 P. I. Čajkovskij: Labutí jezero (balet), Národní divadlo (Viscusi rovněž v roli „Prince“)
- 1904 Mořic Stanislav Anger: V baletním sále (balet), Národní divadlo (Viscusi byl také autorem libreta a současně vystoupil v roli „Baletního mistra“)
- 1908 Oskar Nedbal: Z pohádky do pohádky (balet), Národní divadlo (Viscusi rovněž v roli „Prince Radoslava“ a „Čerta“). V roli „Princezny Zlatovlásky“ tančila v květnu 1909 jako host ruská primabalerina Tamara Platonovna Karsavina.
- 1909 Charles Forgeron, Rudolf Zamrzla: Na záletech (balet), Národní divadlo (Viscusi byl také autorem libreta a současně vystoupil v roli „Duranda“ a „Pastýře“)
- 1909 A. Charles Adam: Gisela (balet), Národní divadlo (Viscusi současně vystoupil v roli „Vévody Alberta“). V titulní roli tančila jako host ruská primabalerina Tamara Platonovna Karsavina.
- 1911 Oskar Nedbal: Princezna Hyacinta (balet), Národní divadlo
- 1918 Mario Pasquale Costa: Lehkovážný Pierot (balet), Národní divadlo Brno (Viscusi současně vystoupil v titulní roli „Pierota“)[7]
- 1918 Joseph Bayer: Královna loutek (balet), Národní divadlo Brno
- 1919 P. I. Čajkovskij: Labutí jezero (balet), Národní divadlo Brno (Viscusi současně vystoupil v roli „Prince“)
- 1920 P. I. Čajkovskij: Labutí jezero (balet), Národní divadlo moravskoslezské Ostrava (Viscusi současně navrhoval scénu a kostýmy a vystoupil v roli „Prince“)
- 1920 Antonín Dvořák: Slovanské tance (balet), Národní divadlo moravskoslezské Ostrava, (Viscusi rovněž vystoupil v rolích „Žnec“, „Jura ženich“, Joška šohaj“ a „Kominík“)
- 1922 Oskar Nedbal: Z pohádky do pohádky (balet), Národní divadlo moravskoslezské Ostrava (Viscusi rovněž v roli „Prince Radoslava“, „Lesního muže“ a „Prince z neznámých krajů“)
- 1922 A. Charles Adam: Gisele (balet), Národní divadlo moravskoslezské Ostrava, (Viscusi současně navrhoval scénu a kostýmy a vystoupil v roli „Hraběte Alberta v přestrojení vesničana pod jménem Loys“)
- 1922 Fryderyk Chopin: Baletní sál (balet), Národní divadlo moravskoslezské Ostrava, (Viscusi současně navrhoval scénu a kostýmy a vystoupil v roli „Baletního mistra“)
- 1922 A. S. Arenskij: Egyptská noc (balet), Národní divadlo moravskoslezské Ostrava, (Viscusi současně navrhoval scénu a kostýmy a vystoupil v roli „Amouna, lovce, jejího ženicha“)
- 1923 J. R. Rozkošný: Popelka (opera), Národní divadlo moravskoslezské Ostrava, (Viscusi rovněž vystoupil v roli „Satyra“)

### Choreografie
- 1901 Giuseppe Verdi: Aida (opera), Národní divadlo
- 1901 Georges Bizet: Carmen (opera), Národní divadlo
- 1901 Charles Gounod: Faust a Markéta (opera), Národní divadlo (Viscusi také tančil „Velké Bachanale“)
- 1901 Joseph Bayer: Královna loutek (balet), Národní divadlo
- 1901 Antonín Dvořák: Rusalka (opera), Národní divadlo, libreto Jaroslav Kvapil, režie Robert Polák
- 1901 Antonín Dvořák: Slovanské tance (balet), Národní divadlo, (Viscusi rovněž tančil)
- 1902 Oskar Nedbal: Pohádka o Honzovi (balet), Národní divadlo
- 1902 Otto Nicolai: Veselé ženy windsorské (opera), Národní divadlo
- 1902 J. R. Rozkošný: Popelka (opera), Národní divadlo (Viscusi rovněž tančil „Tanec-Podzim: Bachantky a Fauni“)
- 1902 Léo Delibes: Coppelia (balet), Národní divadlo
- 1902 Bedřich Smetana: Dvě vdovy (opera), Národní divadlo
- 1903 Bedřich Smetana: Braniboři v Čechách (opera), Národní divadlo
- 1904 Bedřich Smetana: Čertova stěna (opera), Národní divadlo
- 1908 P. I. Čajkovskij: Louskáček (balet), Národní divadlo, (Viscusi byl také autorem úpravy libreta a současně vystoupil v roli „Strýčka“). V roli „Zraku“ odtančila šest představení v srpnu 1908 jako host ruská primabalerína Tamara Platonovna Karsavina.
- 1908 Carl Maria von Weber: Oberon (opera), Národní divadlo
- 1909 Bedřich Smetana: Prodaná nevěsta (opera), Národní divadlo, režie Robert Polák (Viscusi rovněž v rolích „Polku tančí“, „Skočnou tančí“ a „Furianta tančí“)
- 1909 Ambroise Thomas: Mignon (opera), Národní divadlo
- 1911 Giacchino Rossini: Vilém Tell (opera), Národní divadlo
- 1912 Giacomo Meyerbeer: Hugenoti (opera), Národní divadlo (Viscusi rovněž tančí „Tanec cikánů a vojínů“)
- 1912 Ch. Willibald Gluck: Orfeus a Eurydika (opera), Národní divadlo
- 1914 Oskar Nedbal: Andersen (balet), Ronacher Theater Wien
- 1924 Bedřich Smetana: Prodaná nevěsta (opera), Národní divadlo moravskoslezské Ostrava

### Taneční role
- 1901 Bedřich Smetana: Prodaná nevěsta (opera), role: „Polku tančí“, „Skočnou tančí“ a „Furianta tančí“, Národní divadlo, režie Josef Šmaha
- 1901 J. K. Tyl: Strakonický dudák (činohra), role: „Tančí“, Národní divadlo, režie Josef Šmaha
- další taneční role jsou uvedeny u inscenací, kde Viscusi zajišťoval také režii, choreografii, pohybovou spolupráci a/nebo libreto

### Pohybová spolupráce
- 1904 Imre Madách: Tragédie člověka (činohra), Národní divadlo, režie Jaroslav Kvapil
- 1905 J. K. Tyl: Jiříkovo vidění (činohra), Národní divadlo (Viscusi rovněž v roli „Pavany“)
- 1906 Jaroslav Kvapil: Sirotek (činohra), Národní divadlo, režie Jaroslav Kvapil (Viscusi rovněž v roli „Kavalíra“, „Pastevce“ a „Chasníka“)
- 1912 Maurice Maeterlinck: Modrý pták (činohra), Národní divadlo, režie Jaroslav Kvapil

### Libreto
- 1912 C. Tornello: Španělská krčma (balet), Národní divadlo (Viscusi současně vystoupil v roli „Majorala“)